# Лёмишау
Лёмишау или Ле́мишов (нем. Lömischau; в.-луж. Lemišowо файле) — деревня в Верхней Лужице, Германия. Входит в состав коммуны Мальшвиц района Баутцен в земле Саксония. Подчиняется административному округу Дрезден.

## География
Находится на территории биосферного заповедника Пустоши и озёра Верхней Лужицы примерно в 14 километрах северо-восточнее Баутцена. Через деревню проходит автомобильная дорога К 7216.
Соседние населённые пункты: на севере — деревня Полпица, на востоке — деревня Строжа, на юге — деревня Гучина и на западе — деревня Лихань коммуны Гросдубрау.

## История
Впервые упоминается в 1400 году под наименованиями Lemschaw, Lemmeschaw.
С 1936 по 1950 года входила в коммуну Варта, с 1950 по 1994 года — в коммуну Клайнзауберниц. С 1994 года входит в состав современной коммуны Мальшвиц.
В настоящее время деревня входит в состав культурно-территориальной автономии «Лужицкая поселенческая область», на территории которой действуют законодательные акты земель Саксонии и Бранденбурга, содействующие сохранению лужицких языков и культуры лужичан.
Исторические немецкие наименования
- Lemschaw, Lemmeschaw, 1400
- Lehmischaw, 1489
- Lehmisch, 1545
- Leimisch, 1545
- Lemscha, 1565
- Lömisch, 1791

## Население
Официальным языком в населённом пункте, помимо немецкого, является также верхнелужицкий язык.
Согласно статистическому сочинению «Dodawki k statisticy a etnografiji łužickich Serbow» Арношта Муки в 1884 году в деревне проживало 111 человек (из них — 108 серболужичан (97 %)).
| 1834 | 1871 | 1890 | 1910 | 1925 | 2011 |
| ---- | ---- | ---- | ---- | ---- | ---- |
| 77   | 118  | 93   | 97   | 107  | 106  |